# Tilden (Wisconsin)
Tilden – miasto w Stanach Zjednoczonych, w stanie Wisconsin, w hrabstwie Chippewa.